# Charles Murray (attore)
Charles Murray (Laurel, 22 giugno 1872 – Los Angeles, 29 luglio 1941) è stato un attore e regista statunitense che lavorò nel cinema principalmente all'epoca del muto.
Talvolta, si firmò con il nome "Charlie" Murray. Iniziò ad apparire sullo schermo nei cortometraggi della Biograph, specializzandosi in ruoli di genere comico.

## Filmografia

### Attore

#### 1912
- Through Dumb Luck, regia di Dell Henderson (1912)
- Mr. Grouch at the Seashore, regia di Dell Henderson (1912)
- Getting Rid of Trouble, regia di Dell Henderson (1912)
- Love's Messenger, regia di Dell Henderson (1912)
- A Mixed Affair, regia di Dell Henderson (1912)
- A Disappointed Mama, regia di Dell Henderson (1912)
- The Line at Hogan's, regia di Dell Henderson (1912)
- A Ten-Karat Hero, regia di Dell Henderson (1912)
- Like the Cat, They Came Back, regia di Dell Henderson (1912)
- A Limited Divorce, regia di Dell Henderson (1912)
- At the Basket Picnic, regia di Dell Henderson (1912)
- A Real Estate Deal, regia di Dell Henderson (1912)
- The Club-Man and the Crook, regia di Dell Henderson (1912)
- His Auto's Maiden Trip, regia di Dell Henderson (1912)
- Their Idols, regia di Dell Henderson (1912)
- Hoist on His Own Petard, regia di Dell Henderson (1912)
- An Absent-Minded Burglar, regia di Mack Sennett e Dell Henderson (1912)
- Papering the Den, regia di Dell Henderson (1912)

#### 1913
- Look Not Upon the Wine, regia di Dell Henderson (1913)
- Tightwad's Predicament, regia di Dell Henderson (1913)
- The Power of the Camera, regia di Dell Henderson (1913)
- A Delivery Package, regia di Dell Henderson (1913)
- The Old Gray Mare, regia di Dell Henderson (1913)
- All Hail to the King, regia di Dell Henderson (1913)
- Their One Good Suit, regia di Dell Henderson (1913)
- Edwin Masquerades, regia di Dell Henderson (1913)
- An 'Uncle Tom's Cabin' Troupe, regia di Dell Henderson (1913)
- He Had a Guess Coming, regia di Dell Henderson (1913)
- A Horse on Bill, regia di Dell Henderson (1913)
- Murphy's I.O.U., regia di Henry Lehrman (1913)
- A Ragtime Romance, regia di Dell Henderson (1913)
- The Daylight Burglar, regia di Dell Henderson (1913)
- Frappe Love, regia di Dell Henderson (1913)
- The King and the Copper, regia di Dell Henderson (1913)
- A Rainy Day, regia di Dell Henderson (1913)
- Cinderella and the Boob, regia di Dell Henderson (1913)
- Highbrow Love, regia di Dell Henderson (1913)
- Slippery Slim Repents, regia di Dell Henderson (1913)
- Just Kids, regia di Dell Henderson (1913)
- Red Hicks Defies the World, regia di Dell Henderson (1913)
- Jenks Becomes a Desperate Character, regia di Dell Henderson (1913)
- The Rise and Fall of McDoo, regia di Dell Henderson (1913)
- Almost a Wild Man, regia di Dell Henderson (1913)
- The Mothering Heart, regia di D.W. Griffith (1913)
- Master Jefferson Green, regia di Dell Henderson (1913)
- Faust and the Lily, regia di Dell Henderson (1913)
- An Old Maid's Deception, regia di Dell Henderson (1913)
- The Reformers; or, The Lost Art of Minding One's Business
- The Noisy Suitors, regia di Dell Henderson (1913)
- A Sea Dog's Love, regia di Dell Henderson (1913)
- The Suffragette Minstrels, regia di Dell Henderson (1913)
- Father's Chicken Dinner, regia di Dell Henderson (1913)
- Objections Overruled, regia di Dell Henderson (1913)
- Edwin's Badge of Honor, regia di Dell Henderson (1913)
- The Lady in Black, regia di Dell Henderson (1913)
- Baby Indisposed, regia di Dell Henderson (1913)
- His Hoodoo (o His Hindoo)[1], regia di Edward Dillon (1913)
- For the Son of the House, regia di Dell Henderson (1913)
- The End of the World, regia di Edward Dillon (1913)
- With the Aid of Phrenology, regia di Edward Dillon (1913)
- Dyed But Not Dead, regia di Edward Dillon (1913)
- Scenting a Terrible Crime, regia di Edward Dillon (1913)
- Never Known to Smile, regia di Edward Dillon (1913)
- McGann and His Octette, regia di Edward Dillon (1913)
- The Winning Punch, regia di Edward Dillon (1913)
- A Fallen Hero, regia di Edward Dillon (1913)
- An Evening with Wilder Spender, regia di Edward Dillon (1913)
- Boarders and Bombs, regia di Edward Dillon (1913)
- In the Hands of the Black Hands, regia di Edward Dillon (1913)
- Mrs. Casey's Gorilla, regia di Edward Dillon (1913)
- Mixed Nuts, regia di Edward Dillon (1913)
- He's a Lawyer, regia di Edward Dillon (1913)
- The Somnambulists, regia di Edward Dillon (1913)
- How the Day Was Saved, regia di Edward Dillon (1913)
- Binks' Vacation, regia di Eddie Dillon (Edward Dillon) (1913)
- Oh, Sammy!, regia di Eddie Dillon (Edward Dillon) (1913)
- The Suicide Pact, regia di Frank Powell (1913)

#### 1914
- The Janitor's Revenge (1914)
- Skelley's Skeleton, regia di Eddie Dillon (Edward Dillon) (1914)
- How They Struck Oil, regia di Dell Henderson (1914)
- Buy Wool (1914)
- Skelley Buys a Hotel, regia di Eddie Dillon (Edward Dillon) (1914)
- One Thousand to One Shot (1914)
- Skelley and the Turkey, regia di Eddie Dillon (Edward Dillon) (1914)
- Because of a Hat, regia di Eddie Dillon (Edward Dillon) (1914)
- Skelley's Birthday, regia di Eddie Dillon (Edward Dillon) (1914)
- The Passing of Izzy

- She's a Cook

#### 1915
- Her Winning Punch

#### 1923
- Bright Lights of Broadway, regia di Webster Campbell (1923)

#### 1924
- Painted People
- Amore di domani  (Lilies of the Field), regia di John Francis Dillon (1924)
- Scarem Much
- Fools Highway

- The Mine with the Iron Door, regia di Sam Wood (1924)

#### 1925
- Who Cares
- Percy, regia di Roy William Neill (1925)
- Il mago di Oz (Wizard of Oz), regia di Larry Semon (1925)
- My Son

- Steel Preferred

#### 1926
- The Reckless Lady, regia di Howard Higgin (1926)
- The Boob, regia di William A. Wellman (1926)
- Mismates, regia di Charles Brabin  (1926)

#### 1927
- Il Gorilla (The Gorilla), regia di Alfred Santell (1927)

#### 1930
- The Duke of Dublin
- The Cohens and the Kellys in Scotland
- Clancy in Wall Street
- His Honor the Mayor
- Il re del jazz (The King of Jazz), regia di John Murray Anderson e Pál Fejös (1930)
- Around the Corner, regia di Bert Glennon (1930)
- Rolling Along
- Go to Blazes, regia di Harry Edwards (1930)
- Discontented Cowboys
- The Love Punch
- Cohen e Kelly in Africa

### Regista
- Hogan's Annual Spree